# Missioni con equipaggio verso la stazione spaziale Mir

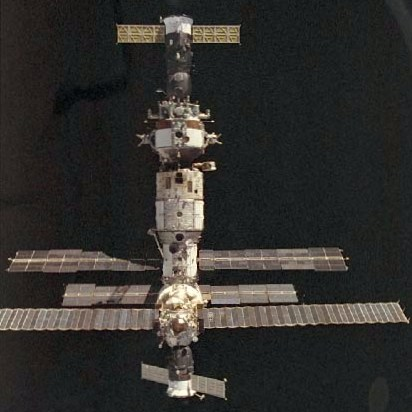
Sojuz TM-20 si trova agganciata sulla parte inferiore della Mir e viene fotografata dalla Discovery durante la missione STS-63 svoltasi a febbraio del 1995

Questo è l'elenco completo delle missioni con equipaggio verso la stazione spaziale Mir. La Mir fu una stazione spaziale prima sovietica poi russa che ebbe un enorme successo lanciata il 19 febbraio 1986. Una volta in orbita venne ampliata e visitata da più equipaggi che vi soggiornarono per un periodo relativamente breve (circa per una settimana) come pure alcuni equipaggi che vi rimasero per periodi decisamente prolungati (tra cui quello più lungo durato ben 14 mesi ed effettuato da Valerij Vladimirovič Poljakov – iniziato a gennaio del 1994 – che significa a tutt'oggi il record mondiale di permanenza nello spazio).
Molti degli equipaggi che soggiornarono a bordo della Mir, impegnarono navicelle spaziali diverse per il loro lancio o ritorno a terra; il primo esempio di questa prassi fu l'equipaggio composto da Aleksandr Stepanovič Viktorenko e Muhammad Ahmed Faris, lanciati il 22 luglio 1987 a bordo della Sojuz TM-3 e rientrati a terra una settimana più tardi (il 30 luglio 1987) a bordo della Sojuz TM-2. L'equipaggio composto da più cosmonauti (senza considerare le missioni dello Space Shuttle della NASA in questo calcolo) furono sei cosmonauti presenti a bordo della stazione spaziale. Questo venne raggiunto per la prima volta dopo l'aggancio della Sojuz TM-7 svoltosi il 26 novembre 1988 e durò ben tre settimane. La stazione spaziale rimase nell'orbita terrestre fino al 23 marzo 2001, quando venne fatta rientrare in atmosfera in maniera controllata per precipitare, spegnendosi man mano, sulle acque dell'Oceano Pacifico.
| Data                | Missione                          | Missione                          | Equipaggio                                                                                     | Equipaggio | Equipaggio | Equipaggio | |
| ------------------- | --------------------------------- | --------------------------------- | ---------------------------------------------------------------------------------------------- | --- | --- | --- | --- |
| 13 marzo 1986       | 1 Sojuz T-15                      |                                   | Leonid Kizim Vladimir Solovëv                                                                  | Nota: dal 5 maggio al 26 giugno 1986 i due astronauti si spostarono sulla Saljut 7, lasciando la Mir priva di equipaggio. | Nota: dal 5 maggio al 26 giugno 1986 i due astronauti si spostarono sulla Saljut 7, lasciando la Mir priva di equipaggio. | Nota: dal 5 maggio al 26 giugno 1986 i due astronauti si spostarono sulla Saljut 7, lasciando la Mir priva di equipaggio. | Nota: dal 5 maggio al 26 giugno 1986 i due astronauti si spostarono sulla Saljut 7, lasciando la Mir priva di equipaggio. |
| 16 luglio 1986      | 1 Sojuz T-15                      |                                   | Leonid Kizim Vladimir Solovëv                                                                  | Nota: dal 5 maggio al 26 giugno 1986 i due astronauti si spostarono sulla Saljut 7, lasciando la Mir priva di equipaggio. | Nota: dal 5 maggio al 26 giugno 1986 i due astronauti si spostarono sulla Saljut 7, lasciando la Mir priva di equipaggio. | Nota: dal 5 maggio al 26 giugno 1986 i due astronauti si spostarono sulla Saljut 7, lasciando la Mir priva di equipaggio. | Nota: dal 5 maggio al 26 giugno 1986 i due astronauti si spostarono sulla Saljut 7, lasciando la Mir priva di equipaggio. |
| priva di equipaggio |                                   |                                   |                                                                                                | | | | |
| 5 febbraio 1987     | 2 Sojuz TM-2                      |                                   | Jurij Romanenko                                                                                | Aleksandr Lavejkin | | | |
| 22 luglio 1987      | 2 Sojuz TM-2                      | 3 Sojuz TM-3                      | Jurij Romanenko                                                                                | Aleksandr Lavejkin | Aleksandr Aleksandrov | Aleksandr Viktorenko Muhammed Faris                                                                                       | |
| 30 luglio 1987      | 2 Sojuz TM-2                      | 3 Sojuz TM-3                      | Jurij Romanenko                                                                                | Aleksandr Lavejkin | Aleksandr Aleksandrov | Aleksandr Viktorenko Muhammed Faris                                                                                       | |
| 21 dicembre 1987    | 4 Sojuz TM-4                      | 3 Sojuz TM-3                      | Jurij Romanenko                                                                                | Vladimir Titov Musa Manarov                                                                                               | Aleksandr Aleksandrov | Anatolij Levčenko | |
| 29 dicembre 1987    | 4 Sojuz TM-4                      | 3 Sojuz TM-3                      | Jurij Romanenko                                                                                | Vladimir Titov Musa Manarov                                                                                               | Aleksandr Aleksandrov | Anatolij Levčenko | |
| 7 giugno 1988       | 4 Sojuz TM-4                      | 5 Sojuz TM-5                      | Anatolij Solov'ëv Viktor Savinych Aleksandăr Aleksandrov                                       | Vladimir Titov Musa Manarov                                                                                               | | | |
| 17 giugno 1988      | 4 Sojuz TM-4                      | 5 Sojuz TM-5                      | Anatolij Solov'ëv Viktor Savinych Aleksandăr Aleksandrov                                       | Vladimir Titov Musa Manarov                                                                                               | | | |
| 29 agosto 1988      | 6 Sojuz TM-6                      | 5 Sojuz TM-5                      | Vladimir Ljachov Abdul Ahad Momand                                                             | Vladimir Titov Musa Manarov                                                                                               | Valerij Poljakov | | |
| 7 settembre 1988    | 6 Sojuz TM-6                      | 5 Sojuz TM-5                      | Vladimir Ljachov Abdul Ahad Momand                                                             | Vladimir Titov Musa Manarov                                                                                               | Valerij Poljakov | | |
| 26 novembre 1988    | 6 Sojuz TM-6                      | 7 Sojuz TM-7                      | Aleksandr Volkov Sergej Krikalëv                                                               | Vladimir Titov Musa Manarov                                                                                               | Valerij Poljakov | Jean-Loup Chrétien | |
| 21 dicembre 1988    | 6 Sojuz TM-6                      | 7 Sojuz TM-7                      | Aleksandr Volkov Sergej Krikalëv                                                               | Vladimir Titov Musa Manarov                                                                                               | Valerij Poljakov | Jean-Loup Chrétien | |
| 27 aprile 1989      |                                   | 7 Sojuz TM-7                      | Aleksandr Volkov Sergej Krikalëv                                                               | | Valerij Poljakov | | |
| priva di equipaggio |                                   |                                   |                                                                                                | | | | |
| 5 settembre 1989    |                                   | 8 Sojuz TM-8                      |                                                                                                | Aleksandr Viktorenko Aleksandr Serebrov                                                                                   | | | |
| 11 febbraio 1990    | 9 Sojuz TM-9                      | 8 Sojuz TM-8                      | Anatolij Solov'ëv Aleksandr Balandin                                                           | Aleksandr Viktorenko Aleksandr Serebrov                                                                                   | | | |
| 19 febbraio 1990    | 9 Sojuz TM-9                      | 8 Sojuz TM-8                      | Anatolij Solov'ëv Aleksandr Balandin                                                           | Aleksandr Viktorenko Aleksandr Serebrov                                                                                   | | | |
| 1º agosto 1990      | 9 Sojuz TM-9                      | 10 Sojuz TM-10                    | Anatolij Solov'ëv Aleksandr Balandin                                                           | Gennadij Manakov Gennadij Strekalov                                                                                       | | | |
| 9 agosto 1990       | 9 Sojuz TM-9                      | 10 Sojuz TM-10                    | Anatolij Solov'ëv Aleksandr Balandin                                                           | Gennadij Manakov Gennadij Strekalov                                                                                       | | | |
| 2 dicembre 1990     | 11 Sojuz TM-11                    | 10 Sojuz TM-10                    | Viktor Afanas'ev Musa Manarov                                                                  | Gennadij Manakov Gennadij Strekalov                                                                                       | Toyohiro Akiyama | | |
| 10 dicembre 1990    | 11 Sojuz TM-11                    | 10 Sojuz TM-10                    | Viktor Afanas'ev Musa Manarov                                                                  | Gennadij Manakov Gennadij Strekalov                                                                                       | Toyohiro Akiyama | | |
| 18 maggio 1991      | 11 Sojuz TM-11                    | 12 Sojuz TM-12                    | Viktor Afanas'ev Musa Manarov                                                                  | / Sergej Krikalëv | Anatolij Arcebarskij | Helen Sharman | |
| 26 maggio 1991      | 11 Sojuz TM-11                    | 12 Sojuz TM-12                    | Viktor Afanas'ev Musa Manarov                                                                  | / Sergej Krikalëv | Anatolij Arcebarskij | Helen Sharman | |
| 2 ottobre 1991      | 13 Sojuz TM-13                    | 12 Sojuz TM-12                    | / Aleksandr Volkov                                                                             | / Sergej Krikalëv | Anatolij Arcebarskij | Toqtar Äwbäkirov Franz Viehböck                                                                                           | |
| 10 ottobre 1991     | 13 Sojuz TM-13                    | 12 Sojuz TM-12                    | / Aleksandr Volkov                                                                             | / Sergej Krikalëv | Anatolij Arcebarskij | Toqtar Äwbäkirov Franz Viehböck                                                                                           | |
| 17 marzo 1992       | 13 Sojuz TM-13                    | 14 Sojuz TM-14                    | / Aleksandr Volkov                                                                             | / Sergej Krikalëv | Aleksandr Viktorenko Aleksandr Kaleri                                                                                     | Klaus-Dietrich Flade | |
| 25 marzo 1992       | 13 Sojuz TM-13                    | 14 Sojuz TM-14                    | / Aleksandr Volkov                                                                             | / Sergej Krikalëv | Aleksandr Viktorenko Aleksandr Kaleri                                                                                     | Klaus-Dietrich Flade | |
| 27 luglio 1992      | 15 Sojuz TM-15                    | 14 Sojuz TM-14                    | Anatolij Solov'ëv Sergej Avdeev                                                                | Michel Tognini | Aleksandr Viktorenko Aleksandr Kaleri                                                                                     | | |
| 10 agosto 1992      | 15 Sojuz TM-15                    | 14 Sojuz TM-14                    | Anatolij Solov'ëv Sergej Avdeev                                                                | Michel Tognini | Aleksandr Viktorenko Aleksandr Kaleri                                                                                     | | |
| 24 gennaio 1993     | 15 Sojuz TM-15                    | 16 Sojuz TM-16                    | Anatolij Solov'ëv Sergej Avdeev                                                                | Gennadij Manakov Aleksandr Poleščuk                                                                                       | | | |
| 1º febbraio 1993    | 15 Sojuz TM-15                    | 16 Sojuz TM-16                    | Anatolij Solov'ëv Sergej Avdeev                                                                | Gennadij Manakov Aleksandr Poleščuk                                                                                       | | | |
| 1º luglio 1993      | 17 Sojuz TM-17                    | 16 Sojuz TM-16                    | Jean-Pierre Haigneré                                                                           | Gennadij Manakov Aleksandr Poleščuk                                                                                       | Vasilij Cibliev Aleksandr Serebrov                                                                                        | | |
| 22 luglio 1993      | 17 Sojuz TM-17                    | 16 Sojuz TM-16                    | Jean-Pierre Haigneré                                                                           | Gennadij Manakov Aleksandr Poleščuk                                                                                       | Vasilij Cibliev Aleksandr Serebrov                                                                                        | | |
| 7 gennaio 1994      | 17 Sojuz TM-17                    | 18 Sojuz TM-18                    | Viktor Afanas'ev Jurij Usačëv                                                                  | Valerij Poljakov | Vasilij Cibliev Aleksandr Serebrov                                                                                        | | |
| 14 gennaio 1994     | 17 Sojuz TM-17                    | 18 Sojuz TM-18                    | Viktor Afanas'ev Jurij Usačëv                                                                  | Valerij Poljakov | Vasilij Cibliev Aleksandr Serebrov                                                                                        | | |
| 1º luglio 1994      | 19 Sojuz TM-19                    | 18 Sojuz TM-18                    | Viktor Afanas'ev Jurij Usačëv                                                                  | Valerij Poljakov | Jurij Malenčenko Talğat Musabaev                                                                                          | | |
| 9 luglio 1994       | 19 Sojuz TM-19                    | 18 Sojuz TM-18                    | Viktor Afanas'ev Jurij Usačëv                                                                  | Valerij Poljakov | Jurij Malenčenko Talğat Musabaev                                                                                          | | |
| 3 ottobre 1994      | 19 Sojuz TM-19                    | 20 Sojuz TM-20                    | Aleksandr Viktorenko Elena Kondakova                                                           | Valerij Poljakov | Jurij Malenčenko Talğat Musabaev                                                                                          | Ulf Merbold | |
| 4 novembre 1994     | 19 Sojuz TM-19                    | 20 Sojuz TM-20                    | Aleksandr Viktorenko Elena Kondakova                                                           | Valerij Poljakov | Jurij Malenčenko Talğat Musabaev                                                                                          | Ulf Merbold | |
| 14 marzo 1995       | 21 Sojuz TM-21                    | 20 Sojuz TM-20                    | Aleksandr Viktorenko Elena Kondakova                                                           | Valerij Poljakov | Vladimir Dežurov Gennadij Strekalov Norman Thagard                                                                        | | |
| 22 marzo 1995       | 21 Sojuz TM-21                    | 20 Sojuz TM-20                    | Aleksandr Viktorenko Elena Kondakova                                                           | Valerij Poljakov | Vladimir Dežurov Gennadij Strekalov Norman Thagard                                                                        | | |
| 27 giugno 1995      | 21 Sojuz TM-21                    | 22 STS-71 Space Shuttle Atlantis  | Robert Gibson Charles Precourt Ellen Baker Bonnie Dunbar Gregory Harbaugh                      | Anatolij Solov'ëv Nikolaj Budarin                                                                                         | Vladimir Dežurov Gennadij Strekalov Norman Thagard                                                                        | | |
| 7 luglio 1995       | 21 Sojuz TM-21                    | 22 STS-71 Space Shuttle Atlantis  | Robert Gibson Charles Precourt Ellen Baker Bonnie Dunbar Gregory Harbaugh                      | Anatolij Solov'ëv Nikolaj Budarin                                                                                         | Vladimir Dežurov Gennadij Strekalov Norman Thagard                                                                        | | |
| 3 settembre 1995    | 21 Sojuz TM-21                    | 23 Sojuz TM-22                    | Jurij Gidzenko Sergej Avdeev Thomas Reiter                                                     | Anatolij Solov'ëv Nikolaj Budarin                                                                                         | | | |
| 11 settembre 1995   | 21 Sojuz TM-21                    | 23 Sojuz TM-22                    | Jurij Gidzenko Sergej Avdeev Thomas Reiter                                                     | Anatolij Solov'ëv Nikolaj Budarin                                                                                         | | | |
| 12 novembre 1995    | 24 STS-74 Space Shuttle Atlantis  | 23 Sojuz TM-22                    | Jurij Gidzenko Sergej Avdeev Thomas Reiter                                                     | Kenneth Cameron James Halsell Jerry Ross William McArthur Chris Hadfield                                                  | | | |
| 20 novembre 1995    | 24 STS-74 Space Shuttle Atlantis  | 23 Sojuz TM-22                    | Jurij Gidzenko Sergej Avdeev Thomas Reiter                                                     | Kenneth Cameron James Halsell Jerry Ross William McArthur Chris Hadfield                                                  | | | |
| 21 febbraio 1996    | 25 Sojuz TM-23                    | 23 Sojuz TM-22                    | Jurij Gidzenko Sergej Avdeev Thomas Reiter                                                     | Jurij Onufrienko Jurij Usačëv                                                                                             | | | |
| 29 febbraio 1996    | 25 Sojuz TM-23                    | 23 Sojuz TM-22                    | Jurij Gidzenko Sergej Avdeev Thomas Reiter                                                     | Jurij Onufrienko Jurij Usačëv                                                                                             | | | |
| 22 marzo 1996       | 25 Sojuz TM-23                    | 26 STS-76 Space Shuttle Atlantis  | Kevin Chilton Richard Searfoss Linda Godwin Michael Clifford Ronald Sega                       | Jurij Onufrienko Jurij Usačëv                                                                                             | Shannon Lucid | | |
| 31 marzo 1996       | 25 Sojuz TM-23                    | 26 STS-76 Space Shuttle Atlantis  | Kevin Chilton Richard Searfoss Linda Godwin Michael Clifford Ronald Sega                       | Jurij Onufrienko Jurij Usačëv                                                                                             | Shannon Lucid | | |
| 17 agosto 1996      | 25 Sojuz TM-23                    | 27 Sojuz TM-24                    | Valerij Korzun Aleksandr Kaleri                                                                | Jurij Onufrienko Jurij Usačëv                                                                                             | Shannon Lucid | Claudie Haigneré | |
| 2 settembre 1996    | 25 Sojuz TM-23                    | 27 Sojuz TM-24                    | Valerij Korzun Aleksandr Kaleri                                                                | Jurij Onufrienko Jurij Usačëv                                                                                             | Shannon Lucid | Claudie Haigneré | |
| 16 settembre 1996   | 28 STS-79 Space Shuttle Atlantis  | 27 Sojuz TM-24                    | Valerij Korzun Aleksandr Kaleri                                                                | William Readdy Terrence Wilcutt Thomas Akers Jerome Apt Carl Walz                                                         | Shannon Lucid | John Blaha | |
| 26 settembre 1996   | 28 STS-79 Space Shuttle Atlantis  | 27 Sojuz TM-24                    | Valerij Korzun Aleksandr Kaleri                                                                | William Readdy Terrence Wilcutt Thomas Akers Jerome Apt Carl Walz                                                         | Shannon Lucid | John Blaha | |
| 12 gennaio 1997     | 29 STS-81 Space Shuttle Atlantis  | 27 Sojuz TM-24                    | Valerij Korzun Aleksandr Kaleri                                                                | Michael Baker Brent Jett John Grunsfeld Marsha Ivins Peter Wisoff                                                         | Jerry Linenger | John Blaha | |
| 22 gennaio 1997     | 29 STS-81 Space Shuttle Atlantis  | 27 Sojuz TM-24                    | Valerij Korzun Aleksandr Kaleri                                                                | Michael Baker Brent Jett John Grunsfeld Marsha Ivins Peter Wisoff                                                         | Jerry Linenger | John Blaha | |
| 10 febbraio 1997    | 30 Sojuz TM-25                    | 27 Sojuz TM-24                    | Valerij Korzun Aleksandr Kaleri                                                                | Vasilij Cibliev Aleksandr Lazutkin                                                                                        | Jerry Linenger | Reinhold Ewald | |
| 2 marzo 1997        | 30 Sojuz TM-25                    | 27 Sojuz TM-24                    | Valerij Korzun Aleksandr Kaleri                                                                | Vasilij Cibliev Aleksandr Lazutkin                                                                                        | Jerry Linenger | Reinhold Ewald | |
| 15 maggio 1997      | 30 Sojuz TM-25                    | 31 STS-84 Space Shuttle Atlantis  | Charles Precourt Eileen Collins Carlos Noriega Edward Lu Jean-François Clervoy Elena Kondakova | Vasilij Cibliev Aleksandr Lazutkin                                                                                        | Jerry Linenger | Michael Foale | |
| 24 maggio 1997      | 30 Sojuz TM-25                    | 31 STS-84 Space Shuttle Atlantis  | Charles Precourt Eileen Collins Carlos Noriega Edward Lu Jean-François Clervoy Elena Kondakova | Vasilij Cibliev Aleksandr Lazutkin                                                                                        | Jerry Linenger | Michael Foale | |
| 5 agosto 1997       | 30 Sojuz TM-25                    | 32 Sojuz TM-26                    | Anatolij Solov'ëv Pavel Vinogradov                                                             | Vasilij Cibliev Aleksandr Lazutkin                                                                                        | | Michael Foale | |
| 14 agosto 1997      | 30 Sojuz TM-25                    | 32 Sojuz TM-26                    | Anatolij Solov'ëv Pavel Vinogradov                                                             | Vasilij Cibliev Aleksandr Lazutkin                                                                                        | | Michael Foale | |
| 25 settembre 1997   | 33 STS-86 Space Shuttle Atlantis  | 32 Sojuz TM-26                    | Anatolij Solov'ëv Pavel Vinogradov                                                             | James Wetherbee Michael Bloomfield Scott Parazynski Wendy Lawrence Jean-Loup Chrétien Vladimir Titov                      | David Wolf | Michael Foale | |
| 6 ottobre 1997      | 33 STS-86 Space Shuttle Atlantis  | 32 Sojuz TM-26                    | Anatolij Solov'ëv Pavel Vinogradov                                                             | James Wetherbee Michael Bloomfield Scott Parazynski Wendy Lawrence Jean-Loup Chrétien Vladimir Titov                      | David Wolf | Michael Foale | |
| 22 gennaio 1998     | 34 STS-89 Space Shuttle Endeavour | 32 Sojuz TM-26                    | Anatolij Solov'ëv Pavel Vinogradov                                                             | Terrence Wilcutt Joe Edwards Bonnie Dunbar Michael Anderson James Reilly Saližan Šaripov                                  | David Wolf | Andrew Thomas | |
| 29 gennaio 1998     | 34 STS-89 Space Shuttle Endeavour | 32 Sojuz TM-26                    | Anatolij Solov'ëv Pavel Vinogradov                                                             | Terrence Wilcutt Joe Edwards Bonnie Dunbar Michael Anderson James Reilly Saližan Šaripov                                  | David Wolf | Andrew Thomas | |
| 30 gennaio 1998     | 35 Sojuz TM-27                    | 32 Sojuz TM-26                    | Anatolij Solov'ëv Pavel Vinogradov                                                             | Talğat Musabaev Nikolaj Budarin                                                                                           | Léopold Eyharts | Andrew Thomas | |
| 19 febbraio 1998    | 35 Sojuz TM-27                    | 32 Sojuz TM-26                    | Anatolij Solov'ëv Pavel Vinogradov                                                             | Talğat Musabaev Nikolaj Budarin                                                                                           | Léopold Eyharts | Andrew Thomas | |
| 2 giugno 1998       | 35 Sojuz TM-27                    | 36 STS-91 Space Shuttle Discovery | Charles Precourt Dominic Gorie Wendy Lawrence Franklin Chang-Diaz Janet Kavandi Valerij Rjumin | Talğat Musabaev Nikolaj Budarin                                                                                           | | Andrew Thomas | |
| 12 giugno 1998      | 35 Sojuz TM-27                    | 36 STS-91 Space Shuttle Discovery | Charles Precourt Dominic Gorie Wendy Lawrence Franklin Chang-Diaz Janet Kavandi Valerij Rjumin | Talğat Musabaev Nikolaj Budarin                                                                                           | | Andrew Thomas | |
| 13 agosto 1998      | 35 Sojuz TM-27                    | 37 Sojuz TM-28                    | Gennadij Padalka                                                                               | Talğat Musabaev Nikolaj Budarin                                                                                           | Sergej Avdeev | Jurij Baturin | |
| 25 agosto 1998      | 35 Sojuz TM-27                    | 37 Sojuz TM-28                    | Gennadij Padalka                                                                               | Talğat Musabaev Nikolaj Budarin                                                                                           | Sergej Avdeev | Jurij Baturin | |
| 20 febbraio 1999    | 38 Sojuz TM-29                    | 37 Sojuz TM-28                    | Gennadij Padalka                                                                               | Viktor Afanas'ev Jean-Pierre Haigneré                                                                                     | Sergej Avdeev | Ivan Bella | |
| 28 febbraio 1999    | 38 Sojuz TM-29                    | 37 Sojuz TM-28                    | Gennadij Padalka                                                                               | Viktor Afanas'ev Jean-Pierre Haigneré                                                                                     | Sergej Avdeev | Ivan Bella | |
| 28 agosto 1999      | 38 Sojuz TM-29                    |                                   |                                                                                                | Viktor Afanas'ev Jean-Pierre Haigneré                                                                                     | Sergej Avdeev | | |
| priva di equipaggio |                                   |                                   |                                                                                                | | | | |
| 4 aprile 2000       | 39 Sojuz TM-30                    |                                   | Sergej Zalëtin Aleksandr Kaleri                                                                | | | | |
| 16 giugno 2000      | 39 Sojuz TM-30                    |                                   | Sergej Zalëtin Aleksandr Kaleri                                                                | | | | |